# Joan of Arcadia
Joan of Arcadia è una serie televisiva statunitense trasmessa fra il 2003 e il 2005 dalla CBS. Si ispira liberamente alla storia di Giovanna d'Arco ("Joan of Arc" in inglese).
In Italia è stata trasmessa in chiaro su Italia 1 a partire dal 27 marzo 2006. Dal 4 dicembre 2008 la serie venne trasmessa sul satellite su Fox.

## Trama
Joan è una liceale un po' ribelle; in certi momenti si sente oppressa dai genitori, un poliziotto e una segretaria impiegata nella sua scuola, che la amano e che lei ama. Cerca amicizie, ha un buon rapporto con i suoi fratelli: il maggiore alle prese con il trauma di un incidente stradale che lo ha reso paraplegico e il minore patito delle scienze matematiche, fisiche e naturali. Ha insomma una vita comune, però ha una dote che la distingue dalla massa: vede Dio, un Dio che si mostra a lei ogni volta con un volto diverso, ora sotto forma di ragazzo, ora di bambina, ora di anziana signora.

## Episodi
| Stagione         | Episodi | Prima TV originale | Prima TV Italia |
| ---------------- | ------- | ------------------ | --------------- |
| Prima stagione   | 23      | 2003-2004          | 2006            |
| Seconda stagione | 22      | 2004-2005          | 2006            |

## Produzione

### I 10 comandamenti delle sceneggiature
Per creare le sceneggiature dei vari episodi gli autori hanno dovuto seguire una lista di "10 comandamenti", stabiliti dalla produttrice esecutiva Barbara Hall e di seguito riportati:
1. Dio non può intervenire in prima persona.
2. Il Bene e il Male esistono.
3. Dio non può identificare una religione come giusta o sbagliata.
4. Il compito di ogni persona è quello di seguire la propria natura.
5. Ogni persona può dire «no» a Dio, anche Joan... (libero arbitrio).
6. Dio non è legato alla concezione umana di tempo.
7. Dio non è una persona e non possiede oggetti.
8. Dio parla con tutti in modi diversi.
9. Il piano che Dio ha in mente, è qualcosa che porta del bene a noi e non a lui.
10. Dio parla con Joan e con tutti gli altri perché vuole che tutti riconosciamo il legame che esiste tra tutte le cose. Ogni azione ha delle conseguenze. Fare del male a qualcuno, farà del male anche a me stesso. Bisogna imparare dai propri errori e maturare. Dio si può ritrovare in tutte le cose. La vera natura di Dio rimane comunque sempre un mistero per tutti.

## Accoglienza
Joan of Arcadia è stata, nella prima stagione, una delle serie TV più apprezzate dal pubblico e dalla critica. Il favore degli spettatori è tuttavia diminuito con la seconda stagione, pur a fronte del continuo successo di critica: la serie è stata quindi cancellata dalla CBS il 18 maggio 2005. In risposta, i fan hanno messo in piedi varie campagne nel tentativo di riavviare la produzione dello show. Dopo la cancellazione della serie, vari oggetti di scena come le opere d'arte di Adam, la borsa firmata di Joan e abiti di scena appartenenti ai membri del cast e i copioni, sono stati messi in vendita su eBay.

### Sigla
La sigla è tratta dal brano One of Us di Joan Osborne, primo singolo dell'album Relish del 1995.

## Adattamento italiano
La messa in onda in prima visione in lingua italiana della prima stagione di Joan of Arcadia, avvenuta su Italia 1 nel 2006, è stata trasmessa nel formato pan and scan a differenza dell'originale 16:9, ed è stata inoltre censurata in alcune sequenze compresa la sigla, riducendo quindi il minutaggio degli episodi.